# Wiktoria Dewitz
Wiktoria Dewitz, Wiktoria Dewitzowa (z d. Piotrowska), Tucha (ur. 1914, zm. 1991) – pedagog, naczelniczka harcerek Związku Harcerstwa Polskiego w latach 1945–1948, harcmistrzyni.
Twórczyni i pierwsza drużynowa przedwojennej 3 Warszawskiej Drużyny Harcerek działającej przy żeńskim Gimnazjum i Liceum im. Juliusza Słowackiego. Związaną z lewicowym nurtem w harcerstwie (Koło Instruktorów im. Mieczysława Bema), działała też w Głównej Kwaterze Harcerek. Podczas wojny w konspiracyjnym harcerstwie żeńskim („Bądź Gotów”).
Po wojnie, w okresie 1945–1948, przed połączeniem organizacji harcerskich męskiej i żeńskiej, była naczelniczką harcerek, rzeczniczką podporządkowania harcerstwa partii komunistycznej (PPR, a następnie PZPR), zerwania ze światowym skautingiem i przyjmowania wzorców pioniersko-komsomolskich. Od 26 kwietnia 1946 była posłanką do Krajowej Rady Narodowej. Zgłoszona została przez ZHP i pozostała bezpartyjna.
W latach 50. redaktor naczelna „Świata Młodych”. W 1955 w partyjnym czasopiśmie „Nowe Drogi” opublikowała głośny artykuł, w którym krytykowała działalność Organizacji Harcerskiej Związku Młodzieży Polskiej i postulowała powrót do harcerskich metod pracy, przez co przyczyniła się do „odwilży” i reaktywacji ZHP w 1956 roku. W grudniu 1983 odznaczona Pamiątkowym Medalem z okazji 40 rocznicy powstania Krajowej Rady Narodowej (1983).